# Beauxbatons
Akademija magije Beauxbatons imaginarna je čarobnjačka škola slična Hogwartsu u seriji knjiga o Harryju Potteru. Prvi je put spomenuta u Harryju Potteru i Plamenom Peharu i postoji bar već 700 godina, jer su tada njezini učenici počeli sudjelovati na Tromagijskom turniru. Beauxbatons se nalzi u Francuskoj, a sadašnja je ravnateljica Madame Maxime.
Kako se na gozbi u povodu otvorenja Tromagijskog turnira služio bouillabaisse, tj. riblja juha koja je često jelo jugoistočne Francuske, može se pretpostaviti da je Beauxbatons smješten na mediteranskoj obali Francuske, možda čak u blizini Marseillea. To bi objasnilo i zašto je učenicima Beauxbatonsa tako hladno pri dolasku u Hogwarts koji se nalazi u Škotskoj. Također, kad su Hagrid i Maxime, na kraju četvrte knjige, otišli u tajnu potragu za divovima, Hagrid je na pitanje gdje su bili odgovorio da su otišli na jug Francuske.
Učeničke uniforme također pokazuju da su navikli na toplije vrijeme od onog koje su zatekli u Hogwartsu; odore Beauxbatonsa napravljene su od lagane svijetloplave svile. Logo škole čine dva prekrižena zlatna štapića čiji vrhovi isijavaju po tri zvijezde. Isto se tako čini da oni jako drže do školovanja i ugleda škole.
Akademija je sjajna palača, vjerojatno blistavija od Hogwartsa, zbog svojeg mediteranskog ugođaja. Hrana je, barem po tvrdnjama Fleur Delacour, ukusna, ali puno laganija od hrane koja se služi u Hogwartsu. Umjesto viteških oklopa, hodnici Beauxbatonsa ukrašeni su kipovima s dijamantima. U palači borave zborovi šumskih nimfi, koje pjevaju serenade za vrijeme obroka. Beauxbatons je neunosiv u karte, tako da ga nijedan bezjak pa čak ni učenik neke druge škole ne može pronaći na karti. Moguće je i da je "zamaskiran" tako da ga nitko ne može vidjeti ako ne zna što traži.
"Beaux bâtons" francuski je izraz koji znači "lijepi štapići". "Bâtons" se vjerojatno odnosi na čarobne štapiće.
Beauxbatons se 1994. natjecao na Tromagijskom turniru. Prvakinja Beauxbatonsa bila je Fleur Delacour. Fleur nije bila impresionirana Hogwartsom i provela je mnogo vremena hvaleći se kako je Beauxbatons mnogo bolji i ljepši.

U Harry Potteru i Redu Feniksa, Olympe Maxime otputovala je s Hagridom divovima u Dumbledoreovo ime kako bi preduhitrili Voldemorta. Također, u Harry Potteru i Princu miješane krvi, Fleur Delacour vraća se kao Billova zaručnica.
U filmskoj verziji romana Harry Potter i Plameni Pehar svi su učenici Beauxbatonsa djevojke i to može dovesti do krivog zaključka da je to škola samo za djevojke, ali u romanu su i mladići učenici Beauxbatonsa.

## Ostalo
- Hogwarts - Škola vještičarenja i čarobnjaštva
- Durmstrang - Institut za magiju